# Guizhou (meteoryt)
Guizhou – meteoryt żelazny, znaleziony  w Chińskiej prowincji Kuejczou. Meteoryt Guizhou jest jednym z czterech meteorytów znalezionych w prowincji Kuejczou.